# بیابان بلدوف

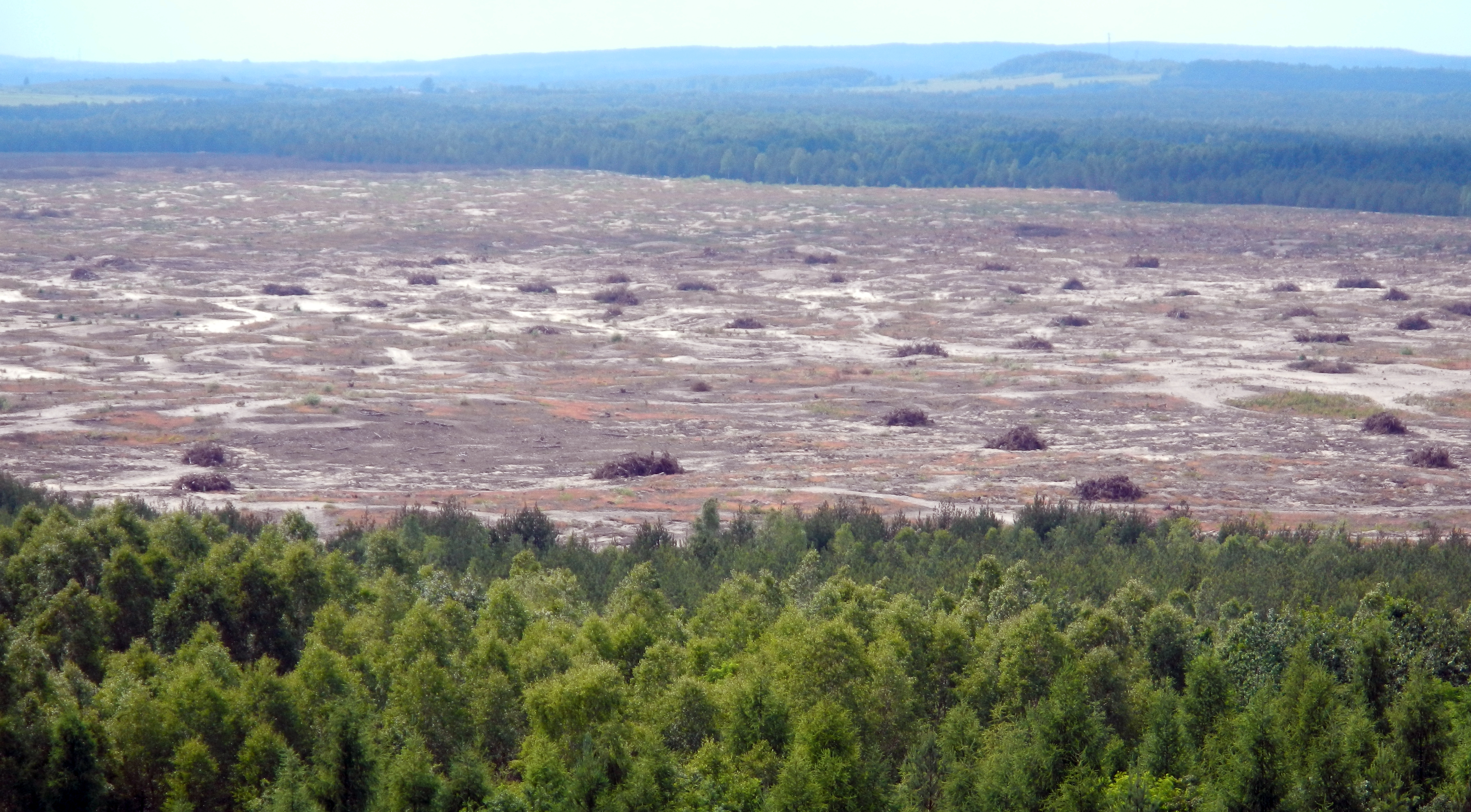
بیابان بلدوف.

بیابان بلدوف (به لهستانی: Pustynia Błędowska) یک ماسه زار میان بلدوف (بخشی از دومبرووه گورنیچا) در لهستان است. بیابان بلدوف در اروپای مرکزی بزرگترین محل تجمع ماسهٔ روان در جایی دور از دریا است این ماسه‌ها میلیون‌ها سال پیش انباشته شده‌است.
مساحت این ماسه زار، ۳۲ کیلومتر مربع و عمق ماسه‌ها از ۴۰ تا ۷۰ متر می‌رسد. این بیابان به صورت طبیعی ایجاد نشده بلکه به دلیل فعالیت‌های انسانی (معدن کاری) آنقدر سطح آب پایین آمده تا دیگر توان حفظ زندگی را از دست داده.